# Ahmed Szah Abdali
Ahmad Szah Abdali (perski/paszto: احمد شاہ ابدالی), (ur. ok. 1723 Multan, zm. 1772 Kandahar) znany też jako Ahmad Szah Durrani lub Ahmad Szah, był założycielem dynastii Durrani z Chorasanu, przez wielu uważany jest za założyciela nowoczesnego Afganistanu.

## Życiorys
Pochodził z królewskiego rodu Sadozai. Początkowo służył w gwardii przybocznej władcy perskiego Nadir Szaha. Po śmierci Nadira w 1747 roku ogłosił się emirem i przyjął tytuł Durrani („Perła Pereł”). Dziewięciokrotnie najeżdżał Indie głównie w celach łupieżczych. Prowadził też bez powodzenia cztery wielkie wojny z Sikhami. Jego państwo było ciągle wstrząsane przez rebelie, niemniej sam władca cieszył się popularnością i wśród poddanych zdobył sobie przydomek „baba” („ojciec”, w znaczeniu ojca ojczyzny). Ahmed Szah zmarł w październiku 1772 roku. Pochowano go w Ahmad Szahi w mauzoleum, które wzniósł sobie za życia.